# Kafala
Kafala (in arabo كفالة‎?, kafāla) significa “fideiussione” in diritto islamico. Solo in epoca contemporanea il termine ha acquisito un senso traslato in riferimento alle misure di tutela dei minori, e costituisce oggi lo strumento principale di protezione dell'infanzia in alcuni Paesi islamici. 
Nei Paesi del Golfo, il sistema kafala (in arabo نظام الكفالة‎?, niẓām al-kafāla) è un’istituzione giuridica utilizzata per monitorare i lavoratori stranieri impiegati specialmente nel settore edilizio e nel servizio a domicilio. La pratica è legalmente diffusa in Qatar, Kuwait, Libano, Oman, Bahrein, Arabia Saudita e negli Emirati Arabi Uniti. Il sistema richiede che i lavoratori stranieri abbiano uno sponsor (in arabo كفيل‎?, kafīl) interno al Paese in cui operano, in genere si tratta del datore di lavoro, che ne diviene il tutore legale similmente a quanto accade per un minore: il datore di lavoro ha un controllo totale sulla mobilità e sui documenti del lavoratore. Il lavoratore è così dipendente dallo sponsor che il sistema kafala può essere considerato come l'istituzionalizzazione della schiavitù.

## I principi
Tale istituto giuridico non va a cancellare il legame che ha il minore con i propri genitori naturali, cosa non ammessa dai principi dell'Islam, bensì a creare un affidamento del minore a un altro soggetto. L'affidatario deve professare la fede islamica e avere altre caratteristiche imposte dalla normativa. Sull'esecuzione della kafala vigila sempre il tribunale preposto, che ha il potere di revocarla. Al raggiungimento della maggiore età del soggetto protetto, la kafala si estingue.

## Convenzione internazionale sui diritti del fanciullo
Questa Convenzione garantisce il diritto del fanciullo ad avere una protezione sostitutiva della famiglia naturale qualora questa venga a mancare, ed elenca le forme, tra cui annovera la kafāla, in cui si può concretizzare tale protezione sostitutiva, avendo come preminente elemento di giudizio l'interesse superiore del fanciullo:
2. Gli Stati-Parti prevedono per questo fanciullo una protezione sostitutiva, in conformità con la loro legislazione nazionale.
3. Tale protezione sostitutiva può in particolare concretizzarsi per mezzo dell'affidamento familiare, della kafāla di diritto islamico, dell'adozione o, in caso di necessità, del collocamento in adeguati istituti per l'infanzia. Nell'effettuare una selezione tra queste soluzioni si terrà debitamente conto della necessità di una certa continuità nell'educazione del fanciullo, nonché della sua origine etnica, religiosa, culturale e linguistica” (art. 20).
Anche la successiva Convenzione dell'Aja “Sulla competenza, la legge applicabile, il riconoscimento, l'esecuzione e la cooperazione in materia di responsabilità genitoriale e di misure di protezione dei minori” (19 dicembre 1996), fa riferimento alla kafāla (art. 3). L'Italia ha sottoscritto questa Convenzione nel 2003, e l'ha ratificata con legge del 18 giugno 2015 n° 101.

## Nei paesi del Maghreb

### Algeria
In Algeria l'istituto della kafāla è regolamentato nel Codice della Famiglia (l. n. 11, 9 giugno 1984, artt. 116-125).

### Egitto
In Egitto la legge di tutela dell'infanzia (n. 12 del 1996) dedica una Sezione alla “tutela sostitutiva” (artt. 46-49; ma non ricorre il termine kafāla). Il compito della “famiglia sostitutiva” è quello di prendersi cura del minore che abbia compiuto due anni, quando la sua famiglia naturale non sia in grado di provvedervi. Il successivo Regolamento esecutivo (decreto del Presidente del Consiglio dei Ministri, n. 3452 del 1997, artt. 83-109) ha specificato le regole e le condizioni per la definizione di “famiglia sostitutiva”.

### Libia
La normativa libica sulla kafāla è inclusa nella legge di statuto personale (n. 10 del 1984, art. 60); ulteriori specificazioni sono contenute nella risoluzione n. 453 del 1985 (artt. 2-3); la risoluzione n. 454 del 1985, poi, ha creato una sorta di affido temporaneo (Hosting Ordinance); infine, con la legge n. 9 del 1993, il legislatore libico ha riformato l'art. 60 ampliando e precisando i tre paragrafi della legge precedente.

### Marocco
In Marocco, la Mudawwana del 2004 esclude che un privato cittadino possa assumere iniziative circa la tutela dei minori (art. 54). Cosicché le due istituzioni responsabili dei minori si identificano nella famiglia e nello Stato. Per questo il codice della famiglia stabilisce un quadro di obblighi dei genitori. La tutela dei minori abbandonati si basa, invece, sul sistema della kafāla. Questo istituto è stato regolamentato con la l. n. 1-93-165, 10 settembre 1993. Successivamente, le disposizioni della legge del 1993 sono state abrogate e sostituite con il Ḍāhir n. 1-02-172 del 13 giugno 2002, relativo alla promulgazione della l. n. 15-01.

### Tunisia
La Tunisia ha regolamentato l'istituto della kafāla con la l. n. 27, 4 marzo 1958 (artt. 3-7).

## Nell'ordinamento giuridico italiano

### Dottrina
Secondo Agostino Cilardo, tale istituto è definibile come una forma di tutela sociale molto simile all'affido. Istituto che vede una genesi unicamente attraverso una procedura giurisdizionale, su cui vigilerà il giudice tutelare.

### Giurisprudenza
Questione controversa è il riconoscimento della efficacia di una sentenza di kafāla nell'ordinamento interno italiano, vista l'impossibilità di pronunciare l'efficacia di un provvedimento che non ha corrispondente nel diritto nazionale.
La Corte di cassazione, Sezione I Civile, si è occupata, per la prima volta, dell'istituto della kafāla con la sentenza n. 21395, 4 novembre 2005, con la quale ha escluso il potere di rappresentanza legale dell'affidatario nei confronti di un minore dato in affidamento (makfūl) espatriato in Italia, ma per il profilo esclusivamente processuale della legittimazione autonoma del kāfil ad opporsi alla dichiarazione dello stato di adottabilità del minore; mentre, sul piano sostanziale, la sentenza ha riconosciuto che “la kafālah attribuisce agli affidatari un potere di custodia, a tempo sostanzialmente indeterminato, con i contenuti educativi di un vero e proprio affidamento preadottivo”.
Con la sentenza n. 7472 del 20 marzo 2008 (stesse argomentazioni e stesse conclusioni della sentenza n. 7472 sono nelle sentenze della Corte di cassazione, Sezione Prima Civile, n. 18174 del 2 luglio 2008, e n. 19734 del 17 luglio 2008), la Cassazione ha stabilito che la kafāla, come disciplinata dalla legislazione del Marocco, crea un legame tale da giustificare il ricongiungimento familiare, dando quindi diritto a riunire il minore alla sua nuova famiglia, quando si tratta di cittadini marocchini residenti in Italia. Richiamandosi alle argomentazioni della Corte di cassazione sono state emesse alcune sentenze che assimilano la kafāla all'affidamento (es., Tribunale di Rovereto, 21 maggio 2009; Tribunale di Brescia, Ordinanza 3 agosto 2009, n. 2724).
Caso diverso si ha quando sia un cittadino italiano a richiedere il riconoscimento della efficacia di una sentenza di kafāla. Con sentenza n. 4868, 1º marzo 2010, la Suprema Corte si è pronunciata sulla richiesta, da parte di un cittadino italiano di origine marocchina, del visto di ingresso per una minore, nata in Marocco, al fine del ricongiungimento familiare in Italia con lui e sua moglie, sulla base di una sentenza marocchina di affidamento secondo l'istituto della kafāla. La Cassazione ha stabilito che ai cittadini italiani deve essere applicato il diritto italiano. In particolare, le previsioni da applicare nella fattispecie sono quelle dell'adozione internazionale. Questa tesi è stata ribadita nell'Ordinanza n. 996 del 24 gennaio 2012, della Corte di cassazione:
La Corte di cassazione a Sezioni Unite, con sentenza n. 21108 del 16 settembre 2013, ha rilevato come non possa essere rifiutato il nulla osta all'ingresso nel territorio nazionale, per ricongiungimento familiare, richiesto nell'interesse del minore cittadino extracomunitario, affidato a cittadino italiano residente in Italia con provvedimento di kafāla pronunciato dal giudice straniero, nel caso in cui il minore stesso sia a carico o conviva nel paese di provenienza con il cittadino italiano, ovvero gravi motivi di salute impongano che debba essere da questi personalmente assistito.